# Fairmont, West Virginia
Fairmont là một thành phố thuộc tiểu bang West Virginia, Hoa Kỳ. Thành phố có diện tích km2.
Dân số là 18.704 người tại cuộc Tổng điều tra năm 2010. Đây là quận của quận Marion.

## Lịch sử
Trước khi thành lập Fairmont, đất đai sau này trở thành quận Marion đã là một phần của Quận Monongalia và Harrison.  Vào những năm 1700, sự phát triển sớm nhất của khu vực này bao gồm các khu định cư nông nghiệp tự cung tự cấp. Vào năm 1789, Boaz Fleming, một cựu chiến binh Cách mạng, đã di cư đến khu vực này và mua một trang trại rộng 254 mẫu Anh từ Jonathan Bozarth. Lịch sử miệng cho thấy rằng vào năm 1808, Fleming đã thực hiện chuyến đi hàng năm của mình để Clarksburg để nộp thuế quận Harrison của anh trai của ông. Trong khi ở Clarksburg, Fleming tham dự một cuộc hội ngộ xã hội bao gồm người anh họ của ông, Dolley Madison, vợ của Tổng thống James Madison. Fleming phàn nàn với bà Madison về việc phải đi hơn một trăm dặm mỗi năm từ nhà của mình để nộp thuế Monongalia County mình và thuế Harrison County anh trai mình. Bà Madison gợi ý đề nghị ông tạo ra một quận riêng để cứu ông ta tất cả những chuyến đi đó. Năm 1814, Fleming thông báo một đơn kiện để làm chính xác điều đó, đặt tên quận Hạt Madison, để vinh danh Dolley và James Madison.